# Государственная авиационная служба Украины
Государственная авиационная служба Украины (укр. Державна авіаційна служба України) является службой Кабинета министров Украины в рамках Министерства инфраструктуры Украины и отвечает за вопросы, касающиеся гражданской авиации.
4 сентября 2015 года Кабинет Министров Украины уволил председателя Государственной авиационной службы Дениса Антонюка. "На основании данных расследования, которые попали в Министерство инфраструктуры Украины и Кабинет Министров Украины, сегодня с моей подачи Кабмин принял решение уволить Антонюка с должности руководителя Госавиаслужбы", - заявил Министр инфраструктуры Украины Пивоварский Андрей Николаевич. Он также отметил, что по данному вопросу могут быть судебные разбирательства, но выразил уверенность, что при принятии решения Кабмином были соблюдены все необходимые нормы законов.
11 сентября 2015 года суд избрал меру пресечения в виде домашнего ареста для бывшего председателя Государственной авиационной службы Украины Дениса Антонюка. Об этом сообщила пресс-служба Службы безопасности Украины. По материалам СБУ Генеральная прокуратура Украины сообщила ему о подозрении по ч.2  ст.364 (злоупотребление властью или служебным положением) Уголовного  кодекса Украины. Антонюку  инкриминируется препятствование деятельности отдельных авиаперевозчиков и предприятий по предоставлению услуг в сфере авиации.
16 сентября 2015 года Кабинет Министров Украины уволил заместителя председателя Государственной авиационной службы Украины Николая Мельниченко. Согласно КМУ №962-р от 16 сентября, Мельниченко уволен с должности по собственному желанию.
12 октября 2015 года Государственная авиационная служба Украины приняла решение о полном прекращении воздушного сообщения между Украиной и Российской Федерацией с 25 октября 2015 года. Данное решение принято в связи с отсутствием ответа Федерального агентства воздушного транспорта Российской Федерации (Росавиация) с объяснением причин ограничения полетов для украинских авиакомпаний. Такая мера будет применена ко всем российским авиакомпаниям и будет действовать до отмены запретов, введенных авиационными властями Российской Федерации в отношении украинских авиакомпаний.